# Benham Valence
Pour les articles homonymes, voir Benham.

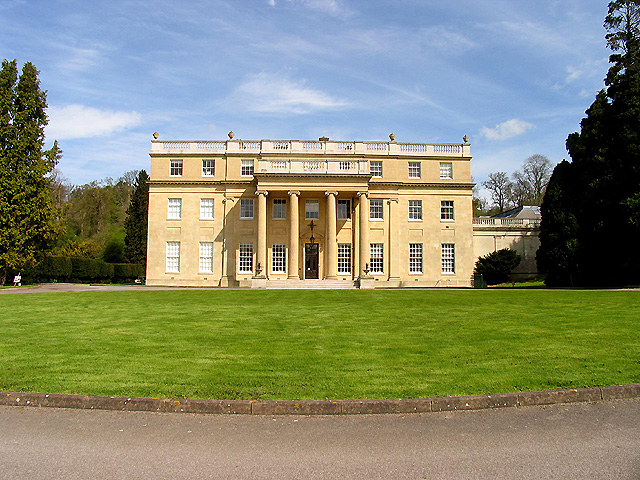
Benham Valence.

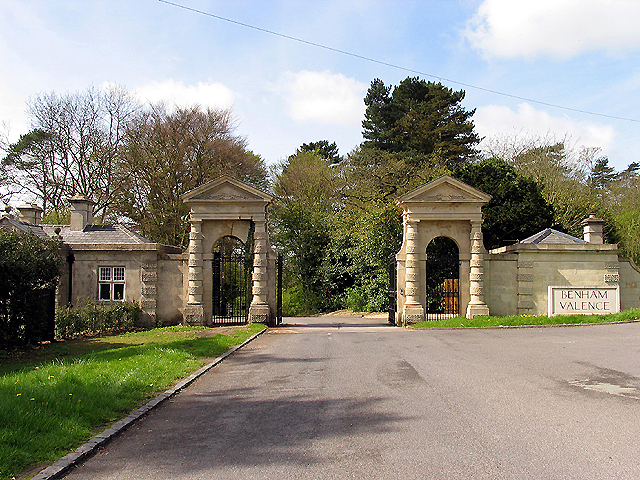
Grilles de Benham Valence.

Benham Valence Manor est une demeure sur le site de Benham Park dans le comté du Berkshire et du district du West Berkshire. Il est à 3,2 km à l'ouest de Newbury à moins de 500 m d'une jonction de l'A34, le Newbury by-pass extérieur, à côté de la ville, dans la Marsh Benham localité de Speen. L'habitation et le parc sont classés.

## Histoire
Le manoir de Benham Valence a été attribué par Élisabeth Ire d'Angleterre à Giovanni Battista Castiglione, son tuteur italien, en 1570. Il est enterré dans l'église St Mary à Speen .

## Architecture et utilisation
La maison actuelle a été construite par Henry Holland et Capability Brown pour baron Craven en 1775. L'édifice a été ensuite l'habitation de sa veuve, Elisabeth Craven et son second mari, margrave d'Ansbach. Le bâtiment est classé grade II et une de ses paires de piliers ornés de l'entrée est classée grade I,. Le parc est classé au grade II et possède un lac avec moulin à côté de la maison et des aqueducs ou drains artificiels menant à la rivière Kennet, à travers les marécages, à l'extrême sud.
Le bâtiment a été transformé en bureaux en 1983 par la société IT, Norsk Data (en) qui l'a utilisé comme quartier général pour les opérations européennes (en dehors de la Norvège), jusqu'à la dissolution de la société en 1992. Ensuite, il a été le siège de 2e2, un fournisseur de services ICT Lifecycle jusqu'en 2012 quand l'organisme a été dissous. C'est également le siège de Cognito un fournisseur de solutions pour données mobiles, Exony et Idox. Tous ont déménagé vers d'autres locaux quand le bloc de bureaux a été démoli.